# みよし運動公園野球場
みよし運動公園野球場（みよしうんどうこうえんやきゅうじょう）は、広島県三次市東酒屋町のみよし運動公園内にある野球場である。愛称は「三次きんさいスタジアム」。
施設は三次市が所有し、株式会社セイカスポーツセンターが指定管理者として運営管理を行っている。
命名権により2024年7月1日から「電光石火きんさいスタジアム三次」の名称を用いている。
また2025年から女子硬式野球クラブチーム「三次ブラックパールズ」の拠点となっている。

## 概要
1989年から中国自動車道・三次インターチェンジ南側で整備事業が進められている「みよし運動公園」内に2009年3月末竣工した。三次市は開場に先立って愛称公募を実施し、その結果4月7日に応募総数963件の中から「三次きんさいスタジアム」が選考された。「きんさい」とは広島弁で「来てください」を表し、多くの人々に訪れてもらいたいという願いが込められている。また「きんさい」という言葉自体が、夏に行われる「三次きんさい祭」などで市民に広く親しまれている点も考慮された。
4月25日に行われた落成式で表彰が行われ、「きんさい」の名称で応募した計40人には記念品が贈呈された。また同日、こけら落しとして少年野球大会が開催された。
同年6月17日、プロ野球セ・パ交流戦・広島対東北楽天戦が開催され、試合は2-5で楽天が勝利した。また、同試合は三次では52年ぶりのプロ野球公式戦となった。この試合では広島の栗原健太が球場初ホームランを放ったが、それを記念するプレートの除幕式が12月19日に行われた。
2011年5月23日にはセ・パ交流戦広島対千葉ロッテ戦が開催予定だったが、雨天中止となった。該当試合は予備日に設定されていた翌5月24日のマツダスタジアムで行われたため、三次での代替カードは組まれなかった。
2012年6月11日には広島対オリックス戦、2014年5月26日には広島対埼玉西武戦が開催された。
2015年7月8日には、初のリーグ戦として広島対横浜DeNA戦が開催された。
2016年6月28日、当球場での広島対東京ヤクルト戦において広島が22年ぶりの10連勝を記録した。
2025年4月から当球場を拠点とする女子硬式野球クラブチーム「三次ブラックパールズ」が始動した。同チームのゼネラルマネージャー（GM）は元広島東洋カープ　佐々岡真司。
なお、ウエスタン・リーグ公式戦が毎年開催されている。

## 施設概要
設計に先立って整備計画検討委員会が2006年9月から同年12月まで3回開催されたが、検討委員の一員だった広島カープの意見が採用されており、同時期に建設されたMAZDA Zoom-Zoom スタジアム広島と共通点が多い。
- 両翼：100m、中堅：122m
- グラウンド面積：12,800m2
- フィールド：内外野ともに全面透水性人工芝（中国・四国地方の主要球場では初の全面人工芝フィールドを採用）
- 収容人数：16,000人（ネット裏［個別座席、屋根あり］及び内野［個別座席］：8,000人、外野［芝生席］：8,000人）
  - バックネットは阪神甲子園球場や過去の後楽園球場と同じようにフィールドに最も近く、かつ低めの位置に客席を設けている。
  - さらに、臨場感重視のためファウルゾーンを縮小しており、1・3塁内野スタンドはフィールドにせり出した形状になっている。
  - 外野芝生席はライト側が広く、レフト側が狭い左右非対称の形状となっている。
- 照明設備：鉄塔4基（最大2,000Lx）
- スコアボード：磁気反転方式 (試合を担当する野球審判の名前は岐阜同様、表示されない。)
- ボールカウントは2011年に『SBO』→ 『BSO』に改修。
- 球場周囲は遊歩道となっており、いつでも利用可能。球場隣（1塁側内野スタンド後方）には、みよし運動公園の遊具広場「あそびの王国」がある。

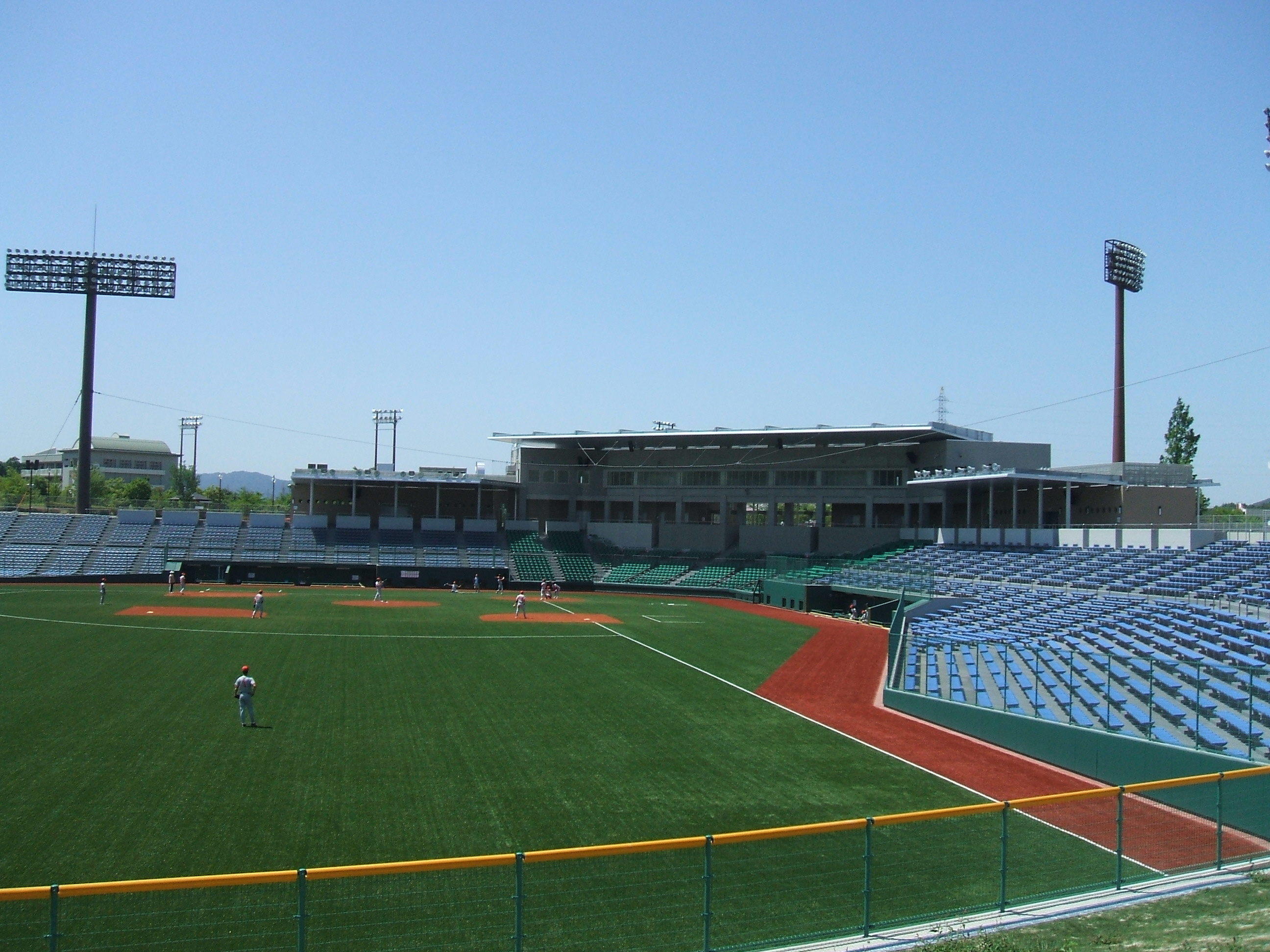
バックネット裏の観客席の位置は低く、内野スタンドはフィールドにせり出した形状
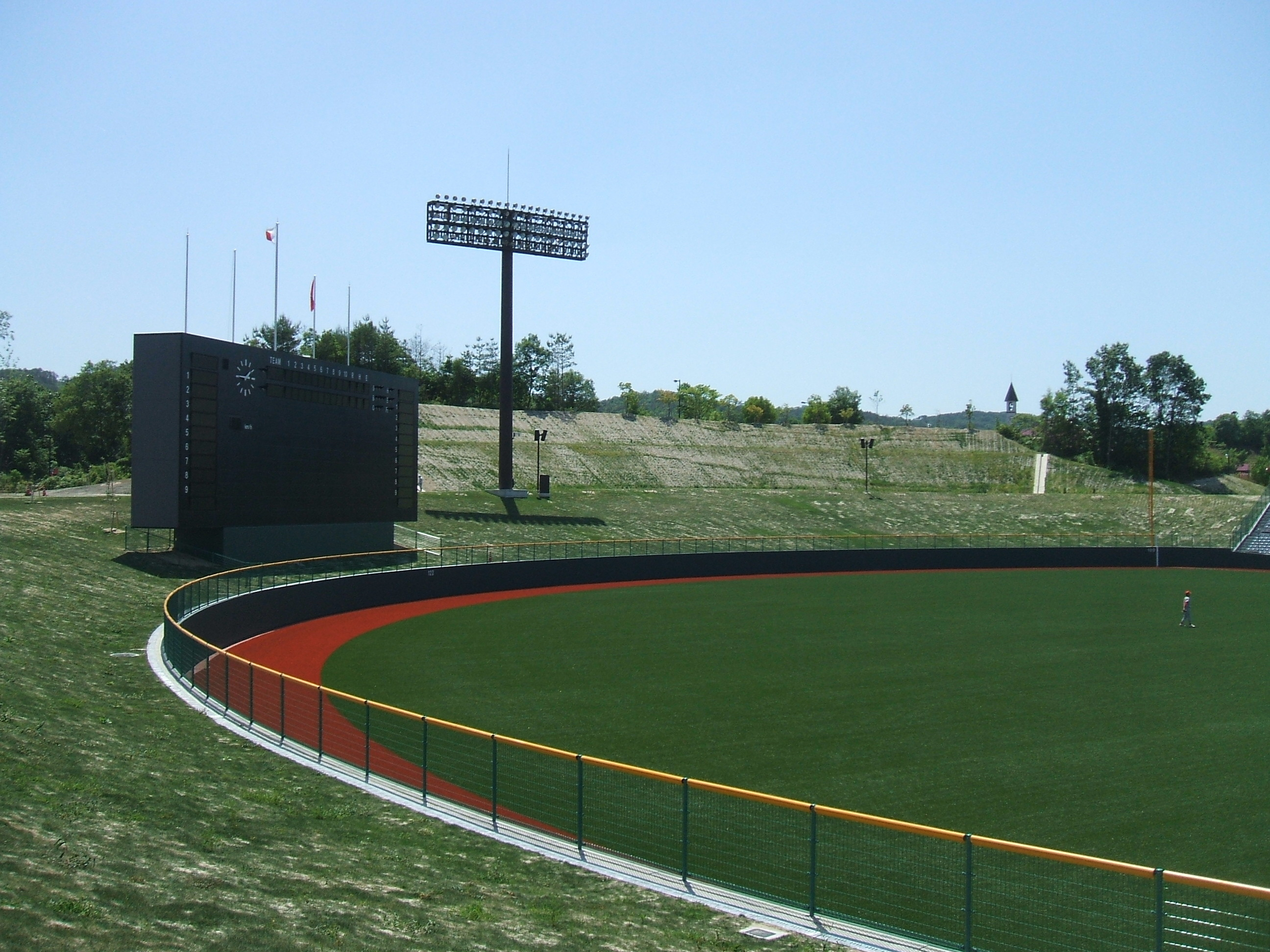
外野スタンドとスコアボード
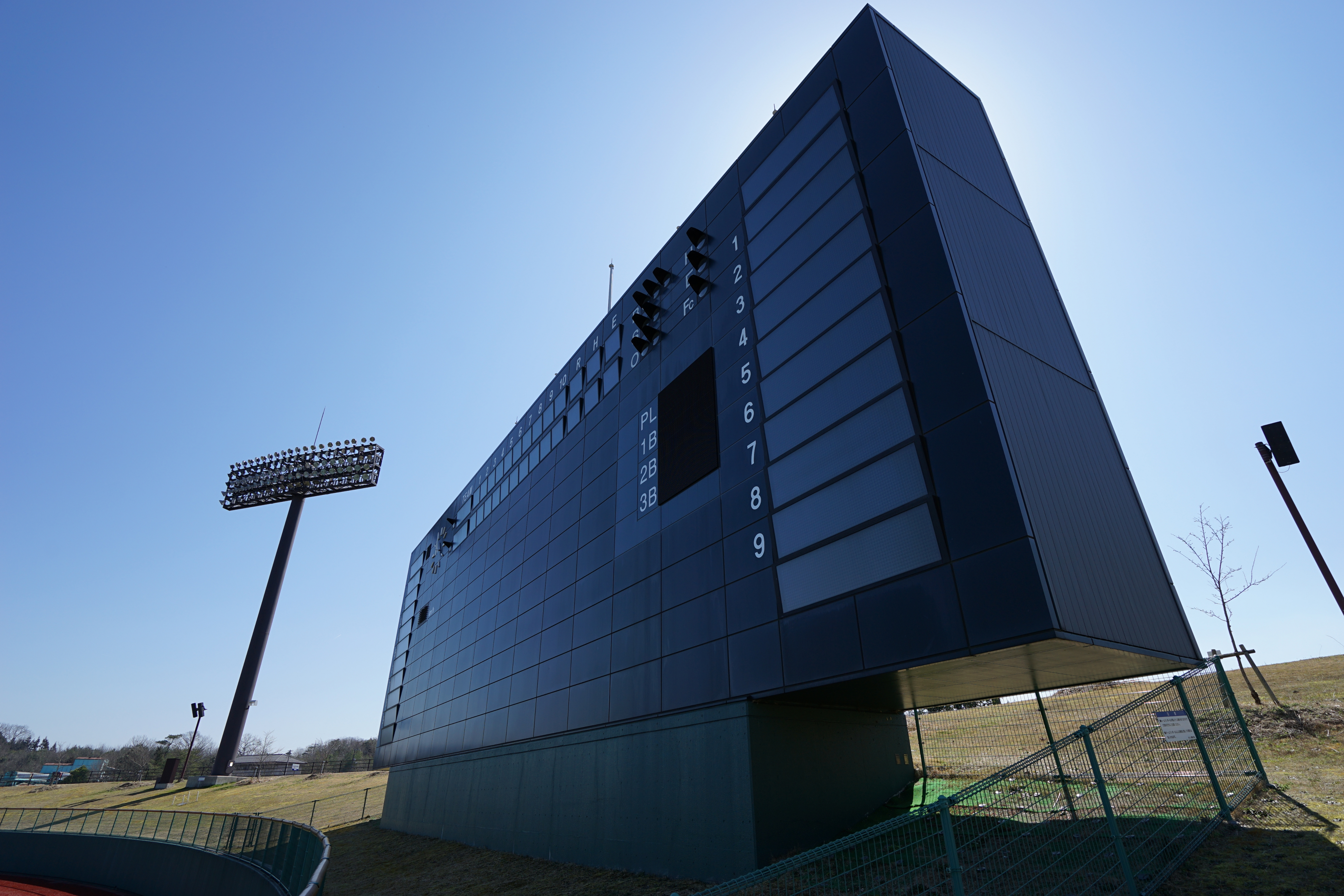
スコアボードは磁気反転方式。2011年にボールカウントを『BSO』に改修
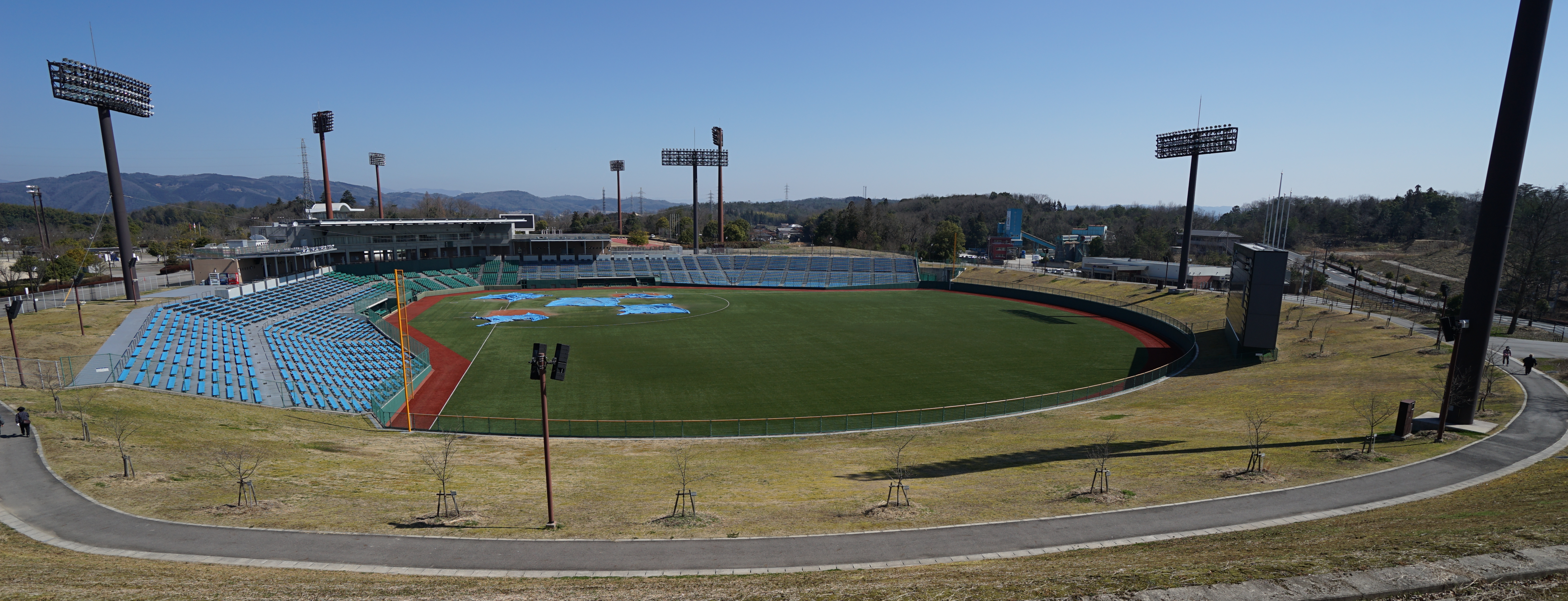
球場周囲は遊歩道となっており、いつでも利用可能
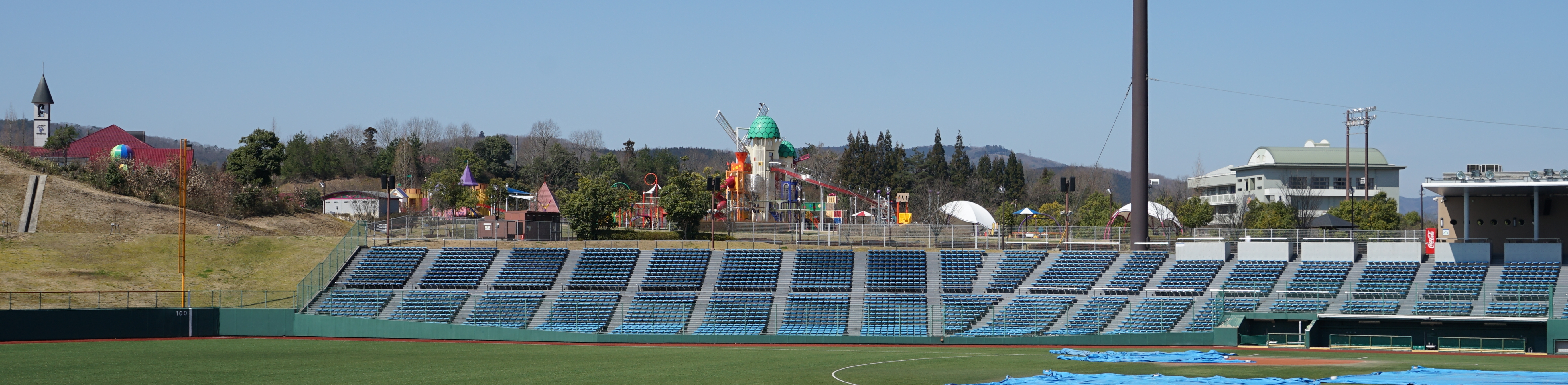
球場隣（1塁側内野スタンド後方）の遊具広場「あそびの王国」
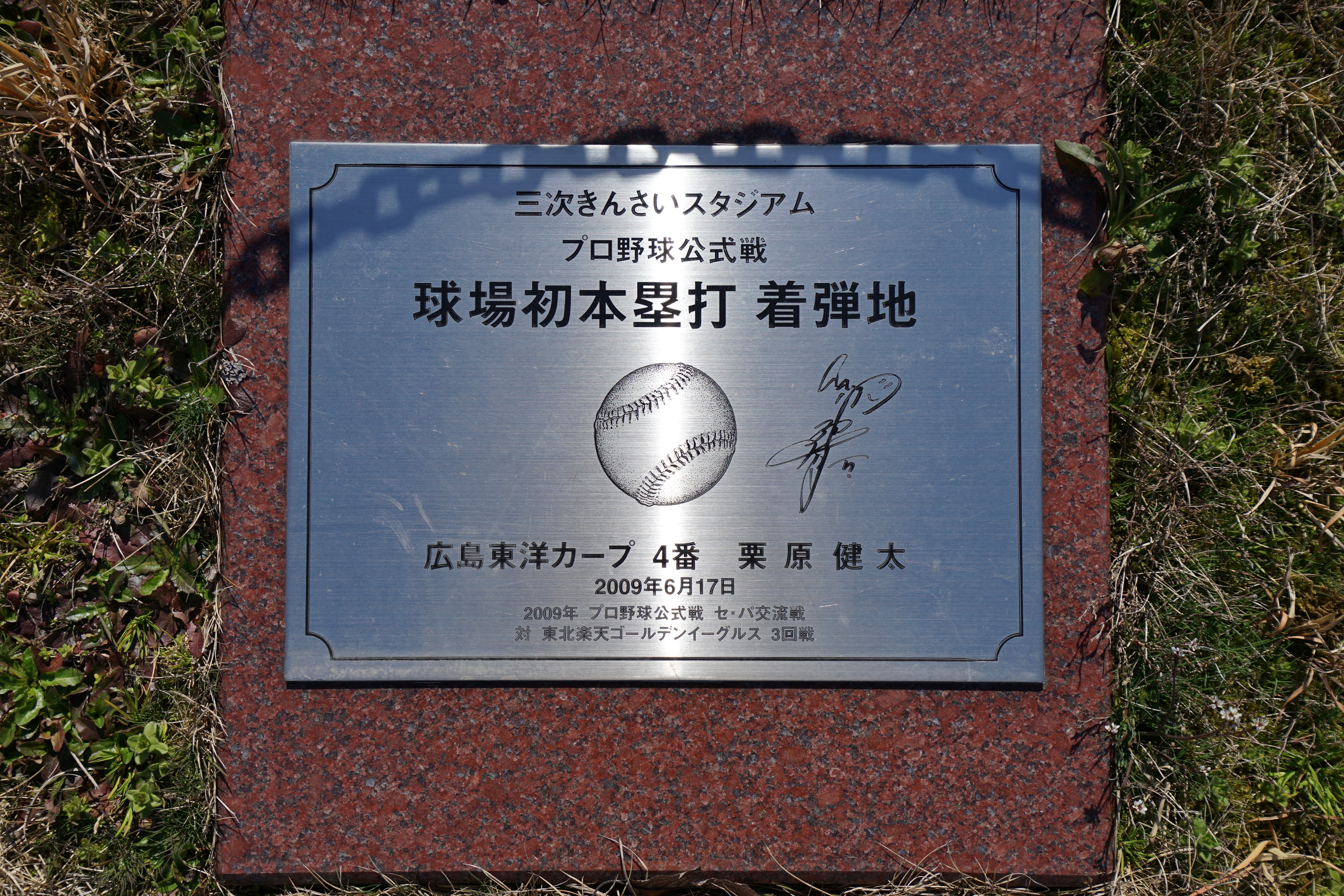
レフトスタンド芝生席に設置された球場初ホームラン記念プレート

## 命名権
広島市に本社を置く電光石火が取得し、2024年7月1日より「電光石火きんさいスタジアム三次」の名称を用いている。契約期間は2029年3月31日までで、契約料は年間150万円。

## プロ野球開催記録

### 公式戦
全て平日開催のナイトゲーム。
| 試合日        | ホーム | スコア | ビジター   | 勝利投手     | セーブ   | 敗戦投手   | 本塁打                                | 観客     | 備考                                               |
| ------------- | ------ | ------ | ---------- | ------------ | -------- | ---------- | ------------------------------------- | -------- | -------------------------------------------------- |
| 2009年6月17日 | 広島   | 2-5    | 楽天       | 長谷部康平   | 青山浩二 | ルイス     | （広）栗原健太7号（球場初ホームラン） | 12,182人 | 当球場で初の公式戦開催。                           |
| 2011年5月23日 | 広島   | 中止   | ロッテ     |              |          |            |                                       |          | 試合開始30分前に雨天中止が決定した。               |
| 2012年6月11日 | 広島   | 6-1    | オリックス | 大竹寛       |          | マクレーン | （広）堂林翔太3号                     | 10,684人 |                                                    |
| 2014年5月26日 | 広島   | 6-2    | 西武       | 中田廉       |          | 藤原良平   | （広）丸佳浩7号 田中広輔2号           | 12,074人 | 濃霧のため試合が2分中断。                          |
| 2015年7月8日  | 広島   | 1-7    | DeNA       | 砂田毅樹     |          | 薮田和樹   | （De）倉本寿彦2号 桑原将志1号         | 13,625人 | この試合で、砂田はプロ初勝利を達成した。           |
| 2016年6月28日 | 広島   | 3-2    | ヤクルト   | 野村祐輔     | 中﨑翔太 | 山中浩史   | （広）田中広輔7号                     | 13,642人 | 広島、この試合の勝利で1994年以来22年ぶりの10連勝。 |
| 2017年6月13日 | 広島   | 1-0    | オリックス | 薮田和樹     | 今村猛   | 金子千尋   |                                       | 13,705人 |                                                    |
| 2018年5月29日 | 広島   | 3-7    | 西武       | カスティーヨ | 増田達至 | 中村祐太   | （広）會澤翼4号 （西）山川穂高14号    | 13,841人 |                                                    |
| 2019年5月21日 | 広島   | 3-2    | 中日       | 野村祐輔     | 中﨑翔太 | 大野雄大   | （中）福田永将7号                     | 13,836人 |                                                    |

## 交通
- 三次駅から車で約6分　当駅より備北交通・路線バスで美術館前または三次中央病院前バス停下車
- 中国自動車道三次インターチェンジから車で約3分